# Harald Lange (Sportwissenschaftler)
Harald Lange (* 14. Juli 1968), ist ein deutscher Sportwissenschaftler, Trainer und  Universitätsprofessor.

## Werdegang
Lange studierte von 1989 bis 1998 an der Georg-August-Universität Göttingen die Fächer Sport und Biologie auf Lehramt. Parallel hierzu nahm er von 1994 bis 1998 ein Studium der Sozialwissenschaften an der ETH Zürich auf. Er promovierte schließlich 1998 an der Göttinger Universität zum Thema Wissenschaftstheoretische Reflexionen zu einer Trainingsphilosophie. 1998 gründete er außerdem das Institut für Bewegungsbildung & Bewegungsforschung (InBuB).
2002 wurde Lange zum Professor und Leiter des Instituts für Kunst, Musik und Sport an der Pädagogischen Hochschule Ludwigsburg berufen. Seit 2005 ist er außerdem als Dozent der Trainerakademie Köln des DOSB tätig. Von 2008 bis 2009 war er Gastprofessor für Sportpädagogik und -didaktik an der Universität Wien. 2009 folgte ein Ruf an die Julius-Maximilians-Universität Würzburg, wo er Professor für Sportwissenschaft wurde und seither das sportwissenschaftliche Institut leitet.
Thematisch stehen die sozialwissenschaftliche und pädagogische Betrachtung von Bewegung, Sport und damit verbundene gesellschaftliche Phänomene im Zentrum seiner Arbeit. Er hat über 250 wissenschaftliche Arbeiten publiziert, davon mehr als 50 Bücher und Sammelwerke.

## Fußballforschung
2012 gründete er u. a. mit Martin Thein und James M. Dorsey das Institut für Fankultur in Würzburg und engagiert sich seitdem auch im Bereich der Fußball- und Fankulturforschung. Für das Online-Magazin Watson schreibt er regelmäßig die Fußball-Kolumne. Für das Zeitspiel-Magazin schreibt er die Kolumne Gedanken zum Spiel. Im Rahmen der BMBF-Studie SiKomFan leitete er von 2013 bis 2016 das Teilprojekt Sozialwissenschaftliche Aspekte: Fankultur, Wahrnehmung und Diskurs.
In einer 2022 veröffentlichten Studie zum Image des DFB bescheinigte Lange dem Verband eine von Machtkämpfen geprägte schlechte Außendarstellung. DFB-Vizepräsident Rainer Koch bezeichnete die Studie als „tendenziös“ und „unwissenschaftlich“, da Lange in der Vergangenheit mit der seinerzeit in Konkurrenz zu Koch stehenden Silke Sinning zusammengearbeitet hatte. Diese Vorwürfe wies Lange zurück. Koch verlor wenig später mit 68:163 Stimmen gegen Sinning die Wahl zum Vizepräsidenten und schied aus dem DFB-Präsidium aus. Die Frankfurter Allgemeine Zeitung kommentierte: „Das Ergebnis war die größte Überraschung der vergangenen Jahre im DFB – und ein deutliches Zeichen des Bundestags, neue Wege einzuschlagen und die Ära Koch zu beenden.“

## Privates
Lange lebt mit seiner Familie im nordhessischen Schwalm-Eder-Kreis.

## Monographien (Auswahl)
- Sportdidaktik und Sportpädagogik: Ein fachdidaktischer Grundriss. Berlin/Boston (2014): De Gruyter Oldenbourg. ISBN 978-3-486-76383-6.
- Methoden im Sport: Ein Handbuch. Göttingen (2012): Cuvillier. ISBN 978-3-95404-078-0.
- Spielen mit dem Gleichgewicht. Münster (2007): Philippka-Sportverlag. ISBN 978-3-89417-161-2
- Optimales Walking: Der Weg zu einem stimmigen Trainingskonzept und seine Anwendung in der Praxis. Balingen (2007): Spitta-Verlag. ISBN 978-3-934211-96-4.
- Facetten qualitativen Bewegungslernens: Ausgewählte Schlüsselbegriffe, konzeptionelle Orientierungen und bewegungspädagogische Leitlinien. Immenhausen bei Kassel (2005): Prolog-Verlag. ISBN 978-3-934575-27-1.
- Laufen – Fangen – Trainieren: 111 Spielformen für Schule und Verein. Wiebelsheim (2003): Limpert. ISBN 978-3-7853-1674-0.
- Wissenschaftstheoretische Reflexionen zu einer Trainingsphilosophie: Ein praxisverbundener Beitrag im Zuge der Diskussion um ein wissenschaftstheoretisches Selbstverständnis in der Trainingswissenschaft. Dissertation. Hamburg (1999): Kovač-Verlag. ISBN 978-3-8300-0022-8.